# The Cap of Destiny
The Cap of Destiny è un cortometraggio muto del 1913 diretto da Phillips Smalley e Lois Weber che sono anche interpreti del film, prodotto dalla Rex Motion Picture Company.

## Produzione
Il film fu prodotto dalla Rex Motion Picture Company.

## Distribuzione
Distribuito dalla Universal Film Manufacturing Company, il film - un cortometraggio della lunghezza di una bobina - uscì nelle sale cinematografiche statunitensi il 15 maggio 1913. Nel Regno Unito, fu distribuito il 9 ottobre 1913.